# VfL Trèves
Maillots
Dernière mise à jour : 3 avril 2011.
Le VfL 1912 Trier est un club sportif allemand localisé à Trèves en Rhénanie-Palatinat.

## Histoire (football)
Le club fut fondé en 1935 par la fusion entre le FV Hansa 1912 Trier (St-Medard) et le SV Phönix 1913 Trier (Heiligkreuz).
En 1945, le club il fut dissous par les Alliés, comme tous les clubs et associations allemands (voir Directive n°23). Il fut rapidement reconstitué.
En 1954 et 1955, le VfL Trier fut Rheinland Meister (champion de Rhénanie-Palatinat). Après avoir échoué la première fois au tour final, le club réussit lors de sa seconde tentative à accéder à la 2. Oberliga Südwest, une ligue située au 2e niveau de la hiérarchie. Il y séjourna quatre saisons puis fut relégué.
Le club retourna ensuite en Amateurliga Rheinland et ne parvint jamais à remonter ni en 2. Oberliga Südwest, ni en Regionalliga Südwest après que celle-ci fut devenue le 2e niveau de 1963 à 1974.
Il fallut attendre 1995, pour que le VfL Trier remporte une 3e fois le titre de l’Amateurliga Rheinland. Ce titre lui permit de monter en Oberliga Südwest, une ligue située, à l’époque, au 4e étage de la pyramide du football allemand. Le club y joua trois saisons. Il assura son maintien de justesse la première année puis termina 4e la saison suivante. Finissant 18e et dernier en 1998, il redescendit en Verbandsliga Rheinland puis au fil des saisons recula dans la hiérarchie
En 2008, le VfL Trier conclut un accord avec un cercle voisin, le SSG Mariadorf, pour former une "Spielgemeinschaft", et jouer sous le nom de SG VfL Trier/Mariadorf. L’équipe "Premières" de cette "SG" était alors en Kreisliga A (niveau 9). Cette association cessa à la fin de la saison 2009-2010 et chaque cercle reprit une route distincte.
En 2010-2011, le VfL 1912 Trier évolue en Kreisliga C Saar, soit au 11e niveau de la hiérarchie de la DFB.